# MOTHER3
『MOTHER3』（マザースリー）は、任天堂より2006年4月20日に発売されたゲームボーイアドバンス用コンピュータRPG。開発は、任天堂、東京糸井重里事務所、ブラウニーブラウン、ハル研究所が担当。キャッチコピーは「奇妙で、おもしろい。そして、せつない。」。

## 概要
本作はMOTHERシリーズの第3作目かつシリーズ最終作として発売された。過去2作に続き、糸井重里がゲームデザインとシナリオを担当している。
これまでのシリーズは主人公たちが町から町へと冒険する物語だったが、今作では一つの村を拠点とし、村の住人など多くの登場人物による群像劇が展開される。
開発が非常に難航したタイトルで、対応するプラットフォームや副題が幾度も変更された末、2000年には一度、開発中止となっている（詳細は後述の『MOTHER3 豚王の最期』の項目を参照）。その後2003年に開発の再開が発表され、前作『MOTHER2 ギーグの逆襲』の発売から約12年後となる2006年に完成・リリースされた。
BGMの作曲は、前作までの鈴木慶一と田中宏和に代わり、ハル研究所の酒井省吾が手掛けている。
発売前には、糸井主宰のウェブサイト『ほぼ日刊イトイ新聞』（以下『ほぼ日』と表記）で情報公開が行われた。テレビコマーシャルでは柴咲コウが出演、内容は柴咲が本作の感想を語るというものだった。
本作が発売されたのは日本国内のみだが、日本国外のファンコミュニティにより非公式の英語化パッチが作成された。詳細はMOTHER3 fan translationを参照。

## 年譜
| 年     | 月日             | 出来事 |
| ------ | ---------------- | --- |
| 1994年 | 不明             | スーパーファミコン用ソフトとして制作が開始。 |
| 1997年 | 不明             | NINTENDO 64用ソフト『MOTHER3 キマイラの森』として発表。その後64DD用ソフトとなり、タイトルも『MOTHER3 奇怪生物の森』に変更。                               |
| 1999年 | 8月27日 -8月29日 | 任天堂主催のイベント「任天堂スペースワールド'99」で、NINTENDO64用ソフト『MOTHER3 豚王の最期』としてプレイ可能な状態で出展。 「2000年5月発売予定」と告知。 |
| 2000年 | 8月22日          | 開発6年目を迎える段階においても完成の目処が立たず、企業判断により開発の中止を発表。                                                                       |
| 2003年 | 4月              | 『MOTHER1+2』のテレビCM内で、ゲームボーイアドバンス用ソフトとして『MOTHER3』を開発していることを発表。                                                    |
| 2005年 | 10月下旬         | 任天堂と東京糸井重里事務所、ブラウニーブラウン、ハル研究所が本作の特許を出願。                                                                            |
| 2005年 | 11月             | 正式タイトルを『MOTHER3』と発表。 |
| 2006年 | 1月24日          | 『ほぼ日刊イトイ新聞』内の糸井によるコラム「今日のダーリン」で、発売日が2006年4月20日と発表。27日には任天堂からも公式発表された。                         |
| 2006年 | 4月20日          | 本作の発売。 |
| 2015年 | 12月17日         | Wii U版バーチャルコンソール（日本のみ）として本作の配信が開始。                                                                                           |
| 2024年 | 2月21日          | 『ゲームボーイアドバンス Nintendo Switch Online』（日本のみ）にて本作の配信が開始。                                                                       |

## システム
章立ての物語
今作の物語は章立てになっており、章ごとにメインとなるキャラクターや舞台となる場所が変わる。
ダッシュ
Bボタンをしばらく押し続けて離すと「ダッシュ」ができる。高速移動ができるだけではなく、弱い敵を「体当たり」で弾き飛ばすことが可能で圧倒的にこちらが強いとその敵は消え、その際は経験値をもらえない。
カエル
今作では世界各地にいる「カエル」に話しかけることでセーブできる。また、物語の中盤以降は、お金のような役割を持つ「DP」の預け入れと引き出しができる。
たたかいのきおく
これまで戦った敵の画像と解説文を閲覧できる。このモードでは、後述の「サウンドバトル」の練習もできる。解説文は戸田昭吾が担当している。
サウンドプレーヤー
物語の中で使用されている曲を聴ける。全250曲収録。好きな曲の登録など多数の再生モードが用意されている。表示される曲タイトルは物語の進行度合いに応じて増えていく。
サウンドバトル
戦闘中、戦闘BGMに刻まれたモンスターの鼓動に応じてリズムよくボタンを押すことで、最大16回の連続攻撃ができるシステム。連続攻撃を成功させると最大2.5倍（ただし、全て1ダメージだった場合16倍）の威力となる。
全ての戦闘BGMにサウンドバトルのリズムが設定されている。リズムは単調な拍子だけでなく不規則なものもあり、別の曲と同様のメロディーを用いながら途中でテンポが変化する曲もある。敵を眠らせるとリズムを聴き取りやすくなる。
なお、与えたダメージは、前作までのようにメッセージとしてではなく、対象キャラクター上に直接数字が表示される方式に変更された。これは体力を回復する際も同様で、白数字がダメージ、緑数字が回復と色分けされている。
数値のドラムカウンター表示
戦闘中のHP（体力）とPP（サイコポイント）の表示は前作同様にドラムカウンター式となっており、その数値は時間を掛けて変化する。致命的なダメージを受けた際には、HPが0になる前に回復すると気絶（戦闘不能）を避けられる。ただし前作と違い、ガッツによる確率での気絶回避がないため、致命的ダメージ後（内部的なHPが0）に受けた回復量を基準として、回復を受けた時の現HPが多い場合はドラムカウンターの速度が下がり、少ない場合はドラムカウンターの回転が反転する（現HPの数値が上がる）仕様になっている。

## ストーリー
場所も、時代も、全てが謎に包まれた島「ノーウェア島」。この中にある唯一の村・タツマイリ村では人々が穏やかな暮らしを送っていた。
ここに住む少年・リュカと双子の兄・クラウスは、母親のヒナワとともに祖父のアレックのもとへ遊びに行っていた。そこで楽しい時を過ごし、あとは父親のフリントが待つ家に帰るだけであった。
第1章 とむらいの夜
主人公はフリント。日没の時を過ぎあたりが暗くなったタツマイリ村で森林火災が発生する。自宅で家族の帰りを待っていたフリントのもとに火事の知らせが来ると、フリントは燃え盛る森の中に残された村人の救出に向かう。救出を終え降り注ぐ雨によって火の手が収まった後、フリントは妻や息子たちに関する不穏な話を聞き、確認のために慌てて家に戻る。家には、夕方までには帰ると書かれた妻からの手紙が届いていたが、家族の姿はなかった。フリントは家族の捜索のため村人たちと共に再び森へと向かう。
第2章 泥棒アドベンチャー
主人公はダスター。村を襲った悲劇から数日後、ドロボー術の師匠でもある父ウエスから突然「あるじゅうようなもの」を取りに行くよう命令されたダスターは、オソヘ城へ探索に向かう。城の中でオソヘ城の姫であるクマトラと出会い、ウエスを交えた3人で城の奥へと進んでいくが、謎の集団「ブタマスク」もまた、彼らと同じ目的でオソヘ城に潜入していた。
第3章 あやしい行商人
主人公はサルのサルサ。芸達者な部分に目を付けられブタマスクたちに捕らえられたサルサは、人質ならぬ「さるじち」となった恋ザルのサルコのため、ブタマスクに同行する行商人・ヨクバからの虐待に耐え、命令に従い続けていた。散々連れ回された末、サルサはヨクバと共にタツマイリ村へ辿り着く。
この章は、第2章で起きた出来事をブタマスク側の視点で描いている。
第4章 チチブーの劇場
主人公はリュカ。タツマイリ村にヨクバが訪れてから3年が経過し、村の様子はすっかり近代化した。ヨクバから配られた、所有すれば幸せになれるという箱「シアワセのハコ」により、村人たちの意識も変化していった。箱の受け取りを拒み以前のような生活を続ける者たちもいたが、彼らの家には何故か毎日のように雷が直撃し、ヨクバに不信感を抱くリュカや一部の村人は、他の村人たちから異端視されるようになった。そうした中、リュカは3年前に行方不明になったダスターが村から離れた場所にある社交場「クラブ・チチブー」にいるという噂を聞く。リュカと飼い犬のボニーがそこに向かうと、タメキチというベーシストと、ヨシコシというウェイトレスがいた。
第5章 イカヅチの塔
リュカはダスターやクマトラとの再会を果たし、ダスターが隠していた宝物「ハミングバードのタマゴ」を取りに行くため、人工生命体「ネンドじん」の廃棄場にやって来た。だが突然の雷によってネンドじんが動き出し、リュカたちはそれを追ってネンドじん工場に辿り着く。工場にいたブタマスクたちは何故かリュカのことを指揮官と間違え、リュカたちをブタマスクたちの服に着替えさせる。ブタマスクたちに怪しまれる心配がなくなったリュカたちは、ゴミ収集車に乗って行ってしまったネンドじんを追い、ハイウェイへと向かった。
第6章 ひまわりの高原
気を失っていたリュカが目を覚ますと、そこはあたり一面にひまわりが咲き誇る高原だった。リュカがひまわり畑の中で歩みを進めていると目の前にヒナワの幻が現れる。
第7章 7つの針
ノーウェア島の地下には巨大な力を持つ「闇のドラゴン」が7本の針によって封印されており、その針を抜いて封印を解くことで抜いた者の心がドラゴンに反映され、その主になれるという。しかし今、選ばれた者にしか抜けないはずの針が、ブタマスク軍の指揮官「仮面の男」によって抜かれ始めていた。異変に気付いた7本の針の守護者「マジプシー」たちは良き心を持った者に針を抜いて欲しいと願い、リュカにその使命を託す。リュカは、離れ離れになった仲間を捜しながら各地のマジプシーたちの元を訪れる。
第8章 なにもかも なにもかも
リュカが3本、仮面の男が3本の針を抜き、残る針は1本になった。リュカたちはブタマスクたちの首領であるポーキーからの招待を受け、タツマイリ村の人々が憧れていたトカイ「ニューポークシティ」へ向かう。この島に生きるもの全てがニューポークシティに集まり、リュカたちもニューポークシティの裏側を探索する中で、村の「リーダー」こと鐘撞きのリダと再会する。リダはこの村の人々が、世界の崩壊から逃れて島にたどり着き、「ハミングバードのタマゴ」に過去の記憶を封じてきたことを明かす。リュカは世界の真実を受け止め、最後の針のもとへ赴く。

## 主な地点・施設
ノーウェア島
物語の舞台となる島。リュカたちの住むタツマイリ村を中心に、森・火山・雪山・砂漠など様々な環境が存在する。
タツマイリ村
ノーウェア島にある唯一の村。通貨を用いずに物のやり取りをし、森の動物たちと共生するなど、人々が牧歌的な生活を送っている。しかしブタマスクたちがもたらした近代的な文化によって、村の様子が徐々に変化していく。
実は、タツマイリ村の住民たちは、世界が滅亡する直前に「白い船」に乗ってノーウェア島に逃げ延びた人類最後の生き残りである。人々は、世界を滅ぼす要因が自分たち人間の中にあったのではと考え、それまでの世界の記憶を全て消去し、新たな世界で新たな役割を持って生きることを決めた。人々の記憶は「ハミングバードのタマゴ」の中に封印され、人々が新たな役を演じることにより、それぞれが思い描く理想郷「タツマイリ村」という「物語」を創り上げたのだった。この事実を知る者は、以前の世界の記憶を唯一残しているリダと、ノーウェア島の先住民であるマジプシーたちだけである。
オオウロコ海岸
タツマイリ村の西側にある海岸。第3章まではハトがたくさんいるだけの海岸だったが、第4章からは若者が多く集まる観光ビーチになっている。
NINTENDO 64版では、「オオウロコ村」という、タツマイリ村から独立した村だった。
クロスロード
森の入り口、ミソシレ墓場の前にある十字路。物語の序盤ではリダの鐘突き台があるが、村の発展後には無くなっている。
ミソシレ墓場
ニッポリートが墓守を務めている墓場で、見晴らしの良い丘の上には一基の墓がある。ダスターが第2章の序盤に訪れる際には丘の下が亡霊の巣と化している。
オソヘ城
タツマイリ村の北にある古びた城で、「ハミングバードのタマゴ」、そしてマジプシーの1人・エオリアの守る針がある。かつての城主であるオソヘ王とセナカ皇后は行方不明となっており、今ではオバケたちが住み着いている。
実は過去のノーウェア島にはオソヘ王の治める王国が存在していたが、いつか訪れる闇のドラゴンの目覚めの時を恐れて民が島から出て行ってしまい、「白い船」の人々がノーウェア島にやってきた時には、既にオソヘ城は廃墟と化していた。
オールドマンズパラダイス
ウエスがヨクバに奪われた土地に新たに建てられた老人ホーム。内装はボロボロで、雨漏りがあったり床に穴が開いていたり走ると床が軋んだりと、「パラダイス」とは程遠い。住む場所を追われたウエスやアレック、マイクが暮らしている。
タツマイリ駅
村の発展後、クロスロードの中央部に作られた駅。それまで封鎖されていた道が線路になっており、人々の仕事場であるコーバへ通じている。
テリの森
タツマイリ村の北西にある森。村の発展後は「おもしろ動物保護区」と呼ばれ、ブタマスクたちが創り出した合成生物「キマイラ」だらけの森と化す。
NINTENDO64版では「キマイラの森」という名前だった。
オリシモ山
アレックの家、マジプシーの1人・エオリアの家がある、切り立った大きな山。タツマイリ村からテリの森を抜けた先にある。
ドラゴ台地
恐竜のような姿の生き物「ドラゴ」の住む場所。エオリアの家の裏の洞窟から行ける。
アレックの家
リュカとクラウスの祖父・アレックのログハウス。物語の導入部ではヒナワ、リュカ、クラウスが遊びに行っていた。
後に雷に打たれて崩壊する。跡地に展望台を建設する計画が立てられていたが、実現しなかった。
デス砂漠
第3章序盤で舞台となる砂漠。ここの建物からカマキュラ地下道を通ってハイウェイやミソシレ墓場に行ける。
コーバ
タツマイリ村の東にある、村人たちが働く作業場。電車で行くのが一般的だが、線路上を歩いて行く者もいる。
昼間には土を掘る作業を行い、夜にはここで貰ったチケットでクラブハウス「クラブ・チチブー」へ行くのが村人たちの日課となっている。土を掘る作業のほとんどはネンドじんが行っていて、村人は調子の悪くなったネンドじんのサポートを行っている。
ムラサキの森
コーバの北の森。ここにあるロープウェイに乗ってクラブ・チチブーへ向かうことができる。マジプシーの1人・ドリアが針を守っている場所でもある。
森の中にあるカエリベの滝の奥にはモグラが3年かけて掘った穴がいくつも開いていて非常に複雑になっている。後にオケラ達が「オケラホール」を作る。
クラブ・チチブー
人気バンドグループ「D.C.M.C.」のライブが行われるクラブハウス。ここで勤務するウェイトレスは語尾に必ず「うっふん」と付ける決まりがある。未成年者やペット連れは入店できない。
屋根裏の一角にはネズミの老夫婦が住み着いている。
キマイラ研究所
ムラサキの森にある施設で、合成生物「キマイラ」の開発を行っている。不気味なモニュメントや標本が数多く陳列されている。資料室の中には、『MOTHER2 ギーグの逆襲』に登場した本も置いてある。地下には最強のキマイラである「究極キマイラ」がいるが、サルでも開けられるようなオリに入れられている。
ハイウェイ
ムラサキの森の奥にある巨大な高速道路。カマキュラ地下道とも繋がっている。キマイラやロボットがうろうろしている上にバナナの皮が捨てられており、ブタマスクたちにとっても危険な場所。乗り物の充電エリアやパーキングエリアもある。
イカヅチタワー
クラブ・チチブーからよく見える巨大な塔。ハイウェイの先にある。人工的に雷を発生させることができ、ブタマスクに逆らう者達の家に雷を落としている。電力源はナマズで、ブタマスクたちがナマズを脅すことで電気を生み出している。
ひまわりの高原
リュカとボニーがイカヅチタワーから降り立つ場所。一面にひまわりが咲き誇っており、雲居より高い場所にある。
このひまわり畑の場面は、糸井が鑑賞したソフィア・ローレン主演の映画『ひまわり』から影響を受けている。
オケラホール
ムラサキの森の奥、カエリベの滝にあるオケラにより掘られた地下居住地。穴を掘られたことで付近のモグラ達は立腹している。マップ上では非常に複雑な構造になっている。
シログネ山
オケラホールを抜けた先にある大きな雪山。マジプシーの1人・リディアが針を守っている場所。モンスターの他にウサギも住んでいる。
この地域で流れるBGMには、初代『MOTHER』の曲『SNOW MAN』のアレンジ曲が使われている。
どせいだに
ハイウェイのトンネルを抜けた先にある谷。不思議な種族「どせいさん」の住む村がある。
ゴマフ火山
どせいだにの北にある活火山。マジプシーの1人・フリギアが針を守っている場所。塞ぎ込んでいたり、調べることで決まった方向に勝手に動いたりするおかしな岩がある。
タネヒネリ島
オオウロコ海岸から海底ダンジョンを通っていく小さな島。マジプシーの1人・ミクソリディアが針を守っている場所。
ヨーネル曰く別名「ぶきみじま」で、食べた者にトラウマやネガティブな幻覚を見せるキノコが生えている。ここで見る幻覚はリュカ、クマトラ、ダスターの心の内を察することができる。
海底ダンジョン
タネヒネリ島へ通じる唯一のダンジョン。海底の所々に置かれている「さんそほきゅうマシン」を使って進んでいく。酸素が無くなるとオオウロコ海岸まで戻される。
チュピチュピョイ神殿
オリシモ山の先にあるアウサケキ峠を抜けた先にある神殿。時を止められたツタにより入り口が塞がれている。マジプシーの1人・イオニアが針を守っている。
ニューポークシティ
タツマイリ村の多くの人が憧れる「トカイ」。派手さと幼稚さが混在したような街。映画館・ゲームセンター・遊園地・レストラン・巨大ポーキー像などがあるが、建物の多くは張りぼてであり、街の一角には粗大ゴミが放置されている場所もある。下水道の奥には誰も住んでいない古いアパートがある。
エンパイアポーキービル
ポーキーの本拠地で、100階まである超高層ビル。ビル内には、ライブホール、プール、トイレだらけの階層などのほか、建設中の階層もある。

## キャラクター

### プレイヤーキャラクター
リュカ
フリントとヒナワの息子で、クラウスの双子の弟。金髪。第4章以降の主人公。ネーミング時の説明文は「ふたごの おとうと やさしい おとこのこだ」。
専用武器は棒。サウンドバトル時の音はギター。
クラウス
フリントとヒナワの息子で、リュカの双子の兄。茶髪。ネーミング時の説明文は「ふたごの おにいさん げんきな おとこのこだよ」。
活発な性格で少しあわてん坊。早起きしてリュカよりも早く外で遊ぶ。機械と合成された生物・メカキマイラの「メカドラゴ」を倒そうと1人で家を飛び出し、途中で出会ったマジプシー・エオリアからPSI（超能力）を教わるが、それ以降、消息を絶つ。
後に、行き倒れていたところをブタマスク達によって拾われる。その体はメカキマイラ「仮面の男」に改造されて蘇り、かつての記憶は失われてしまう。
サウンドバトル時の音はシタール。
フリント
リュカとクラウスの父親で、ヒナワの夫。茶髪でいつも帽子を被っている。第1章の主人公。ネーミング時の説明文は「つよくて やさしい たよれる おとうさんだ」。
動物の言葉を理解し会話できる能力を持っている。トマス曰く「むこうみずなナイスガイ」であったが、村での悲劇をきっかけに心を閉ざし、墓参りと行方不明のクラウスの捜索を繰り返すだけの生活を送るようになってしまった。かつては村人たちから厚い信頼を受けていたが、変わり果てた彼の姿を見て次第に気持ちが離れていった。しかしライタやニッポリートなど一部の村の人々は彼を心配し続けている。
子どもの頃から「ゆうきのバッヂ」をお守りとして大切に持っていて、リュカがボニーと共に家を空けるようになった後、ニッポリートに「ゆうきのバッヂ」を託し、後にリュカはニッポリートからそれを受け取る。
村人たちが次々にトカイへ行く中でもタツマイリ村を離れようとしなかったが、終盤で「仮面の男」がクラウスであることを知ると、リュカたちの後を追うようにニューポークシティへ向かう。
専用武器は棒とカクザイ。サウンドバトル時の音はサキソフォン。特技は「きあいをいれる」で、力任せに殴りつける、武器を振り回して全体攻撃など。攻撃・補助・回復をほぼ1人で行う。息子2人と違いPSIは使えないが、HPと攻撃力に優れている。また、補助技もある。
ボニー
フリント家の愛犬。ネーミング時の説明文は「ゆうかんで りこうな イヌ」。
とても賢く、リュカ達と意思の疎通ができるほか、優れた嗅覚でいろんな物を見つけることができる。ペット連れ込み禁止のクラブ・チチブーに入るために服を着て二足歩行させられたり、アンドーナッツ博士に囮にされそうになったり、クマトラに名前を忘れられていたりと、散々な目にあう。なぜかマジプシーのイオニア関連のことに敏感に反応する。
サウンドバトル時の音は犬の鳴き声。首輪を装備することで防御力と攻撃力が上がる。スピードが高く、ほとんどの場合パーティーの中で最初に行動できる。特技は「においをかぐ」で、敵の弱点や分類を調べることができる。ただし、回復アイテムを使う際に時々ボニー自身が食べてしまうことがある。
ダスター
父・ウエスから学んだ「ドロボー術」を駆使する青年。第2章の主人公。茶髪。ネーミング時の説明文は「かわりものだが ナイスガイ いがいなとくぎも あるよ」。
貧乏性で、足や口の臭いが少しきつい。顔立ちは悪く無いらしく、エルモアから「よく見ると案外おとこまえ」と言われたり、テッシーに想いを寄せられたりしている。子供の頃、ドロボー術の訓練中の事故で左足が不自由になり、そのことでウエスが責任を感じているのではないかと心配している。
第1章では、ドロボー術の「カベホチ」でフリントの崖登りを補助したり、錯乱したフリントを彼なりの言葉で慰めたりする。第2章では父親のウエスの命令でオソヘ城にある「ハミングバードのタマゴ」の回収に向かい、その中で城の姫・クマトラと出会うが、終盤で卵と共に行方不明になる。その時に記憶喪失になってしまい、後にバンドグループ「D.C.M.C.」でアフロヘアーのカツラを被ったベーシスト「タメキチ」として活動するが、自身の記憶を探るためにリュカたちと同行することになる。リュカのことは弟のように思っており、記憶を取り戻してからは改めて彼の力となることを決意する。
世界の滅亡直前に「白い船」に乗ってノーウェア島に逃げ延びてきた一人。「物語」の中で「ドロボー」の役を演じており、「物語」に危機が迫った際に、オソヘ城に隠してある「白い船」の人々の記憶が封印された「ハミングバードのタマゴ」を回収する使命が与えられていた。
専用武器は靴（足技）。サウンドバトル時の音はベース。特技は「ドロボーグッズ」。スピードはボニーと同レベルで、攻撃力やHPも高い。敵にぶつかったり背後を回られた時、稀に後ろ蹴りを食らわせて先制攻撃したり逆に背後に回り込んだりすることもある。
ちなみにキャラクター名を「タメキチ」とした場合、D.C.M.C.加入時の名前が「ウメマロ」となる。
クマトラ
オソヘ城のお姫様。赤髪。ネーミング時の説明文は「つよくて かしこい おとこまさりの おんなのこ」。
典型的な男勝りで、一人称は「オレ」。がさつな言動の一方で、見ず知らずのサルサを助けたり、仲間との出会いにロマンチックなものを感じていたりと、優しさや女の子らしさも見せる。マジプシーのイオニアが育ての親であり、ダスターの父・ウエスはかつて彼女の養育係だった。普段は強気な反面、「自分は本当にお姫様なのか」「本当は誰にも愛されていないのでは」と思い悩んでいる。
「ハミングバードのタマゴ」とダスターの行方を捜していたが、後に、クラブ・チチブーで「ヨシコシ」という偽名を使いウェイトレスとして働く。イオニアから化粧の方法や礼儀作法を学んでいたようで、客からの評判は良く、彼女のファンもいる。しかしウェイトレスの制服はあまり好きではないらしい。最初は成り行きに近い形でリュカたちの仲間に加わるが、リュカの宿命を知ってからは、自分の意思で同行するようになる。
世界の滅亡直前に「白い船」に乗ってノーウェア島に逃げ延びてきた一人。生まれて間もない頃に両親を亡くしており、「物語」の中で「オソヘ城の姫」という役を与えられ、マジプシーのイオニアのもとに引き取られた。
専用武器は手袋。サウンドバトル時の音はエレキギター。特技は「PSI」。PSIの才能はパーティで最も秀でており、強力な攻撃系PSIが使える。ただし打撃による攻撃力は低め。
ちなみにキャラクター名を「ヨシコシ」とした場合、クラブ・チチブーでの偽名が「クマトラ」となる。
サルサ
様々な「サルげい」ができるサル。第3章の主人公。ネーミング時の説明文は「こいびとおもいで がまんづよい おサルだ」。
ヨクバに恋人ならぬ「恋ザル」のサルコを人質ならぬ「さるじち」に取られる。電流が流れる首輪「オシオキマシン」によってヨクバから虐待を受け、ブタマスクからも散々足蹴にされる。「シアワセのハコ」をちゃんと指定された場所まで運ぶ賢さを持つ。一度リュカとクマトラに助けられるが、その後サルコを助けるために再び捕まる。
専用武器はなし。サウンドバトル時の音はクイーカ。特技は「サルげい」。

### サブキャラクター
ヒナワ
リュカとクラウスの母親。茶髪。ネーミング時の説明文は「だいすきな おかあさん！」。
優しく温和な性格で、好きな花はひまわり（その次に好きな花は「タツマイリガーベラ」）。家族のみならず村中の人たちから愛されている。リサとは昔からの親友で、彼女の紹介でフリントと知り合ったらしい。そそっかしい面があり、物語の冒頭ではオケラを誤って踏んでいる。彼女が作る「ふわふわオムレツ」は家族みんなの好物で、村人たちにも料理の作り方を教えている。
息子たちと共に父親のアレックの家を訪れた後、タツマイリ村に帰る途中でメカドラゴに襲われ、身を挺して息子たちを庇うも、牙で胸を貫かれ、絶命する。タツマイリ村は深い悲しみに包まれるが、死してもなお、リュカたちのことを見守り続ける。
アレック
ヒナワの父で、リュカとクラウスの祖父。
陽気な性格でよくギャグを言い、リラックスが何より大事だと思っている。タツマイリ村の北にそびえるオリシモ山に山小屋を構えて一人暮らしをしており、娘のヒナワがリュカとクラウスを連れて度々遊びに来る。マジプシーのイオニアとは友人。腰痛を気にしている。ヨクバに対して強い嫌悪感を持っており、「シアワセのハコ」を受け取らなかった。山小屋に雷を落とされ住めなくなってからは老人ホーム「オールドマンズパラダイス」に移り住み、そこで出会ったウエスと仲良くなる。
ノンプレイヤーキャラクター（以下NPC）として戦闘に参加する。戦闘では薬草を使って（ただし、限りがある）仲間の体力を回復させ、フリントが寝てしまった時は叩き起こす。攻撃力は低く、腰痛で動けなくなることも多い。
ウエス
ダスターの父であると同時に師匠であり、クマトラのかつての養育係でもある。
ドロボー術の達人。第2章でダスターに、第3章でクマトラとサルサに同行する。コミカルなダンスを踊ってオソヘ城の扉を開ける。自分の息子をよく「あほ」呼ばわりするが、ダスターが行方不明になってからは安否を心配し続け、彼の記憶が戻ってきた時の再開時は喜びの感情をあらわにする。ヨクバやブタマスクに最初から嫌悪感を持っていた人物の1人。元自宅でもあった老人ホームに入れられてからはアレックと仲良くなる。
世界の滅亡直前に「白い船」に乗ってノーウェア島に逃げ延びてきた一人。ダスターと同様に「ハミングバードのタマゴ」を回収する使命を帯びている。
NPC。戦闘では「ヌスット柔術の秘技」や「イカヅチ玉」など威力の高い攻撃をしたり、ダスターの靴下を投げて敵の動きを止めたりするが、ダスターを叱ったり、クマトラが仲間になると、彼女の身を案じて何もしないこともある。
D.C.M.C.（デスペラード・クラッシュ・マンボ・カンボ）
クラブ・チチブーを拠点に演奏活動をしているR&Bバンド。
リーダーの「OJ」と「シミー・ズミズ」「バッチー」「マジック」「タメキチ」の5人組で、義に厚く、熱狂的なファンが多い。全員が記憶喪失であるらしい。何か迷った時には「ジャンケス」（じゃんけんのようなものでグーが「ギー」、チョキが「チェキ」、パーが「ペー」となっている）で決める。
音楽への陶酔があまりに強いことでポーキーによる洗脳が効かなかったらしく、ポーキーの言うことも「デタラメ」と切り捨てている。ライブにはブタマスクたちも訪れるが、彼らに対する不信感は強い。
タメキチ以外はもともと他の時代の人間で、ポーキーにより無理矢理ノーウェア島に連れて来られ、以前の記憶を抹消された。
第8章ではエンパイア・ポーキービルの100階に駆けつける。

### マジプシー
ノーウェア島にある7本の針を守る者たち。男でも女でもなく、人でも魔物でもない。寿命は1万年。糸井曰く「あの存在自体が溶け込んだキマイラみたいなもの」。マジプシー達が守り続ける7本の針が抜かれた時、世界は大きな変革の時を迎えるという。
7人のマジプシーの名前は本作品の作曲家である酒井省吾が命名した。由来は音楽用語の「教会旋法」から。
イオニア
チュピチュピョイ神殿の針を守るマジプシー。温泉とピクルスを好む温和な性格。クマトラの育ての親で、彼女が幼い頃から面倒を見ていた。アレックとは友人。マジプシーの中では一番の常識人で、一部の人間からは美人に見られる。化粧をしていないすっぴんの状態を「イケてないとき」と呼んで嫌がるが、後々すっぴんも良いと思うようになる。リュカとクマトラにPSIを授けるなど、リュカたちの前に幾度も現れ手助けをする。
NPC。PSIを使えるはずなのだが、戦闘ではたまに仲間の体力を回復させる程度。悲鳴を上げたりつけまつげをバサバサしているばかりであまり戦闘に参加しない。
エオリア
マジプシーのリーダー的な存在。オソヘ城の針を守るマジプシー。少々ものぐさな性格。アフロヘアーがチャームポイント。パーティーを開くのが趣味だが、自分はお気に入りの椅子から動かない。クラウスにPSIを教えた。イオニア曰く「さっぱりした人」。針を抜かれて消える際の台詞「きえたりもしてるけど わたしはげんきです」は、映画『魔女の宅急便』で糸井が考案したキャッチコピー「おちこんだりもしたけれど、私はげんきです。」のパロディ。
ドリア
ムラサキの森の針を守るマジプシー。筋骨隆々で、ロングヘアーと皮製の大胆な服装が特徴。防衛のため針を水中に保管している。過剰なほど前向きな性格で、キマイラにも受容的。第7章ではイカヅチタワーから落下したクマトラを助ける。
リディア
シログネ山の針を守るマジプシー。スキンヘッド。動物好きで命を大切にし、ブタマスクを助けるなど、心優しい。針を抜かれる運命を受け入れられず「マジプシー失格かもしれない」と口にする。自分が消えた後のウサギたちの事を心配していたが、リディアが消えた後は彼女が助けたブタマスクがウサギたちの世話をすることになった。
フリギア
ゴマフ火山の針を守るマジプシー。寝てばかりいるが、几帳面で思ったことはすぐノートに書く。寝顔には天使が宿るらしい。消える直前に、他の針の場所が書かれたノートをリュカたちに渡す。
ミクソリディア
タネヒネリ島の針を守るマジプシー。あだ名はミッシーで、ミクソリディアという本名で呼ばれることを嫌がっている。自分が作り出した生物・けっかいトリオに針を守らせていて、巨大タコの「ハチ」を従えている。リュカたちに治療を施す。
ロクリア
闇のドラゴンの頭に刺さった針を守るマジプシー。行方不明になっていたが、後に、ポーキーのもとで様々な蛮行を働いてきた「ヨクバ」がロクリアであると判明する。なぜ他のマジプシーたちを裏切ったのかは不明。糸井はインタビューで「ヨクバに関しては、僕自身も答えを用意していないんです」としながらも「きっと悪いヤツに会っちゃったんでしょう」と語っている。

### タツマイリ村の住人
トマス
トマスのバザールの主人。リサの夫でニコルとリッチの父。マイクの息子。最初は誰かが持ち寄った物を欲しい人に無料であげていたが、村の発展後はトカイから仕入れた物を販売するようになる。そそっかしい性格で、変な走り方をする。フリント家のドアノブを破壊する。
「シアワセのハコ」の影響をあまり受けず、村人たちから良く思われていないリュカに飲み物をおごる。クラブ・チチブーやゲームセンターにいたりと、遊び好きでもある。イオニアを見て綺麗な人だと評する。
NPC。戦闘では慌てるだけで攻撃などは全くしない。
リサ
トマスの妻でニコルとリッチの母。井戸の近くでよく世間話をする。ヒナワの親友で、フリントに彼女を紹介した。トマスには何度も世話を焼かされている。
マイク
トマスの父親。トマス不在時にバザールの主人を務める。クッキーを焼くのが趣味だが、人にあげる時には謙遜気味に「多少不潔なあまり美味しくないクッキー」と言う（普通のクッキーと回復量は同じ）。
老人ホームに移ってからは孫のニコルとリッチに会う機会が減ったため、自分のもとを訪れたリュカに小遣いを与える。老人ホームで働くリンダからは些細なことでセクハラ呼ばわりされ「世知辛い世の中になった」と嘆いている。寂しさを紛らわすために「シアワセのハコ」に入り浸る。
ニコル / リッチ
トマスとリサの子供。ニコルが兄、リッチが妹。クラウスとリュカと同年代で仲が良い。
ニコルはコーバで働くトマスの代わりに店番を勤めるしっかり者だが、あわてん坊な所は父親譲り。リッチは少し自己意識が強い。
ライタ
大工の親方で、フエルの父親。常に角材を持ち歩くために狭い部屋では少し危なっかしい。
男気あふれる性格で、フリントとは子供の頃からの親友。息子のフエルや家に住み着くネズミと一緒に森の中の家で暮らしている。後に火事で家が全焼し新しい家を建て直すが、雷に打たれて屋根の一部が抜け落ちる。
フエル曰く「気合で生きている人間」で、フリントの上にのし掛かった木をどかしたり、錯乱したフリントを角材で殴って正気に戻したりする。ダスターにダジャレを言うなどのユーモアも持つ。
失意の底にいたフリントを心配し続けた1人で、リュカやダスターにも好意的。ブタマスクたちが森に火を放つところを目撃していたため、当初からブタマスクやヨクバに対して不信感を持ち、「シアワセのハコ」も貰わなかった。
フエルがカロリーヌの店を手伝うことが多くなってからは家族で過ごす機会が減り、弟子2人もコーバに行ったり漫才をやり出したりしてライタの元から離れる。
第8章ではエンパイア・ポーキービルの100階に駆けつける。
フエル
ライタの息子。クラウスやリュカと同年代で、仲の良い友人。森火事で逃げ遅れた際にはフリントに助けられる。しっかりした性格で、火事で怪我をした父親を励まし、失意にあったリュカには気遣いを見せる。村の発展後は「誰かの手伝いをするのが大好き」といってカロリーヌのパン屋を手伝うようになる。アンジーに少し気があるらしい。
第8章ではエンパイア・ポーキービルの100階に駆けつける。
NPC。同行期間は短いが、戦闘では敵に石を投げつけたり、フリントを応援して少しだけ体力を回復したりする。
エントツ / アチャト
ライタのもとで働く大工の見習い。常に一緒に行動している。大工として働く場面は見られず、漫才コンビとして登場することが多い。エントツがボケ、アチャトがツッコミ。
エントツはテッシーに憧れており、ダスターをライバル視していたが、結局、想いを告げることはなかった。
アチャトはクラブ・チチブーの従業員であるヨシコシのファンだが、クマトラが目の前に来ても彼女がヨシコシと同一人物であることには全然気付かない。
一時期は漫才のことを完全に忘れて働いていた時期もあったが、コーバの閉鎖後は、再び漫才を始める。「シアワセのハコ」にのめり込むことはなく、ニューポークシティに行った後もタツマイリの今後を憂いている。
ジャッキー
暖かみのある宿屋「YADO」の主人。ベッツィーの夫。気が弱い。
後に大きなホテルの主人になり、従業員も増えたためにブロンソンと一緒にコーバで働く。「シアワセのハコ」がYADO内に置かれているが、その影響は小さい。村での評判が悪いリュカやダスターの来館を歓迎しない姿勢を見せる。
ベッツィー
ジャッキーの妻。気の弱い主人を支えるしっかり者の女性。YADOへの来客が増えたため、村を近代化させたヨクバに感謝している。夫同様、リュカやダスターの来館を快く思っていない。
テッシー
YADOの看板娘。ジャッキーとベッツィーの娘なのかは不明。才色兼備でタツマイリ村の青年たちの憧れの的だが、当人にあまり自覚はない。村の様子が変わってからも、リュカたちに以前と変わらない態度で接する。メイド服を普段着にしており、どこへ行く時にも着用する。
トカイへの興味は少しあるものの、他の村人に比べると関心は薄い。後にジャッキー達に連れられてニューポークシティに行くが全く馴染めず、退屈そうにしている。「シアワセのハコ」の影響は受けていない。D.C.M.C.のタメキチが行方不明のダスターであると直感し、彼を心配してクラブ・チチブーのライブ会場に顔を出す。
マット
牧場の主人。ジルの夫でビフとブッチの父。アフロヘアーの髪型でヒゲを生やしている。陽気な性格。酔っているように見えるが、本人曰く、酔っているのではなくしゃっくりの症状らしい。息子たち程ではないが、微妙に「シアワセのハコ」の影響を受けている。リュカに対して傲慢な態度をとる。
ジル
マットの妻でビフとブッチの母。口の大きな女性。井戸端会議の常連。毎日のおかずはローストチキン。夫の仲は良い方である。
ヨクバを気に入ったらしいが、すっかり遊び好きになってしまった2人の息子に手を焼いている。「シアワセのハコ」の影響は小さく、牧場の一家の中では唯一リュカに好意的な態度を示す。
ビフ
マットとジルの息子。顔が長くて背が高い。寒がり。
コーバでの仕事中に立ち寝をするなど、勤務態度は不真面目。
ブッチ
マットとジルの息子。太っている。寒さには強い。
最初にヨクバに目をつけられた男。森が火事になった際に野次馬のような態度をとっていたためエドに止められる。ヨクバから貰った大事なカネの隠し場所をドロボーであるダスターに教えるが、カネが無くなるとダスターに疑いをかける身勝手さを見せる。ビフ同様コーバで働いているが、ビフ以上に不真面目。
ニッポリート
ミソシレ墓場の墓守の老人。東北方言のような訛りがある。墓には「ばかのはか」「じんせいははかない」などのダジャレが書いてある。オソヘ城への秘密の通路が家の地下にあり、城の跳ね橋の鍵を持っていたり、城の前庭の花畑を野菜畑（「ふわふわオムレツのなえ」と「じゃがじゃがいも」の畑）にして野菜を育てていたりするが、城との関係は不明。
失意のフリント達のことを気遣い続け、フリントから預かった「ゆうきのバッヂ」をリュカに託す。「シアワセのハコ」を持っておらず、家を雷で破壊されてしまう。ニューポークシティへ行った後は守る墓が無いと嘆く。
ブロンソン
鍛冶屋。入手した素材を武器に作り変えることができる。タツマイリ村のまとめ役のような存在。洗濯物が外に干しっぱなしになっている。海が好きで、海岸で日光浴をしていたり、ビーチコーミングをしていたりする。失意に暮れるフリントのことをずっと気にかけている。
「シアワセのハコ」を持っているが、影響はほとんどなかった。
第8章ではエンパイア・ポーキービルの100階に駆けつける。
プッシャー
タツマイリ村の村長。エルモアの夫でオリーの父。村長としての自覚に乏しく、有事の際には何もせず、責任を追及されると保身に徹する。ヨクバに目をつけられ、様々な話を持ちかけられる。リュカたちへの態度は冷たいが、ヨクバが傍にいると態度を変える。
エルモア
プッシャーの妻でオリーの母。きつい口調と嫌味な性格の持ち主。家からほとんど出ない。
フリント一家を嫌って厄介者扱いする。息子のオリーが将来大物になって自分達夫婦に楽をさせてくれることを夢見ている。
オリー
プッシャーとエルモアの息子。性格は厚かましいが、父親とは違ってユーモアを大切にしている。
火事の知らせを聞いて家族の中で唯一手伝いに向かったり、暴れるフリントを止めようとする勇敢な一面もある。村への愛着があったらしく、ニューポークシティに行ってからはすっかり意気消沈する。
父親を非常に嫌っており、「無能の役立たず」とまで言う。一方、母親との関係は良好。
落ちぶれた原因でもあるフリント一家に対して冷たい態度を取るが、リュカには優しく、リュカの仲間にも好意的に接する。
セバスチャン
村長の家で執事として働く男。口癖のように「忙し忙し」と言っていて、それ以外の発言はほとんど無い。家からほとんど出ない。フリント一家や仲間たちを邪魔者扱いする。
マップソン
通称「ちずずき ちずもちの マップソン」。地図好きで有名で、マジプシーですら彼を知っていた。
リュカが向かうべき目的地を地図上に示してくれるが、彼にとってはこれがストレス発散となっている。村の事件や様子にはあまり興味が無く、地図以外の話はほとんどしない。
一切の人間関係が不明。住民のほとんどがニューポークシティへ行ったあともタツマイリ村に最後まで残っていた1人だが、その後は本編中に出てくることはなく、ニューポークシティにも行っていない。
イサク
森の中に1人で家を構え、毒消しを無料で配っている。木こりだが、森の中での暮らしを退屈に感じていた。しかし村の雰囲気にも馴染めず、親しい人間もフリントくらいしかいない。ヒナワたちが村に帰ってこないことに真っ先に気が付き、村の人を呼んで積極的に捜索活動を行う。
ヨクバに会ってからはヨクバの器の大きさに感服し、「シアワセのハコ」の影響を大きく受ける。物語の終盤では完全に洗脳されてブタマスク軍の一員になり、ブッチと意気投合する。
アボット / アビー
新婚の若夫婦。幸せな生活に憧れている。夫のアボットは語尾に「オッケィ？」を付けることが多い。「タツマイリポインセチア」という花を育てている。
後にコーバで働くことになるがアボットはコーバに馴染めず、あまり働いていなかった。「シアワセのハコ」に入り浸るものの、元々夫婦間の幸せだけを求めていたので影響は小さく、逆に2人の絆が更に深まった。リュカ達に好意的に接する。
ポール / リンダ
2人とも眼鏡をかけている夫婦。夫婦仲は良好。夫婦共々イサクととても仲が良く、リュカ達にも友好的に接する。夫のポールは冷静な性格だが、煙に敏感で咳が止まらなくなる。妻のリンダは被害妄想が激しくヒステリックな性格。後に老人ホームで働くが老人達のことを良く思っておらず、特にマイクの事を「セクハラじじい」と言って毛嫌いする。
「シアワセのハコ」は後に受け入れたものの、自分達が慕っていたイサクがすっかり変わってしまった事もあり、ヨクバのことを良く思っていない。
ポールはニューポークシティに馴染めなかったが、リンダは楽しんでいた。
ヨーネル
ブレンダの夫でボブの父。オオウロコ海岸の近くで家族と共に住んでいる。ヒナワ親子の捜索時には彼が指示を出し、コーバのやり方にも独自の案を提示するなどリーダーシップを発揮する。
フリントとヒナワのことを「森の小鳥たちも羨む最高の夫婦」と評し、その後もリュカにフリントのことを何度も尋ねるなど、フリント一家のことを心配し続ける。実はリュカを自分の後継者にしたかったらしい。信仰深く、森の中にある場所「イノリバ」で祈りを捧げていたが、時が経つにつれ信仰心が薄れていった。
ブレンダ
ヨーネルの妻でボブの母。井戸端会議の常連。ヨーネルと違い、リュカや仲間たち、特にダスターに対してきつく当たる。口が悪くやっかいごとを嫌う。湿っぽいことが嫌いらしいが、けっこう涙もろい。また、人魚の伝説を信じているなどロマンチックな面もある。
ボブ
ヨーネルとブレンダの息子。一人でYADOに入り浸り、夜遅くまで帰らない。ワインと桃が好き。
普段はあまりさえない男だが、酔うと口調が紳士的になり、何か良いことがある度にひとりで乾杯をする。乾杯した後の朝は二日酔いが多い。父親同様、リュカ達に友好的に接する。
ドナ
ヨーネルとブレンダの娘でボブの妹（ボブの妻でブレンダが姑、ヨーネルが舅という説もあるが、どちらが正しいのかは不明）。
人並み外れたセンスの持ち主で、当初から村を出たがっていた。ヨクバに対しては否定的で、リュカや仲間達のことを陰ながら応援している。
泳ぎが苦手なため練習用のビート板を持っているが、観賞用としてサーフボードも持っている。ニューポークシティの芸術に感動する。
レジー
刑務所の近くのテントで暮らす占い師。独特の雰囲気と口調を持つ。一人称は「レジー」。たまに哲学じみたことを言う。性格は楽天的。
「シアワセのハコ」を受け取らなかった影響で雷を落とされテントを焼かれてしまう。
カロリーヌ
アンジーの母。物語の序盤ではナッツを持って行くと無料でパンやクッキーを焼いてくれていたが、村の発展後は有料で販売するようになる。失意の底にあるフリントに対して彼女なりの言葉で励ます。
アンジー
カロリーヌの娘。店を手伝っている。フエルと同じくらいの年。
最初は大人しい性格だったが年月の経過とともに気の強さを見せるようになる。好みのタイプは「ジャガイモのような人」。フエルに対し気のあるようなそぶりを見せる。母親同様、フリント一家のことを励ます。
ナナ
自分の考えが周りとずれていると感じ、好きな海を見るため岬に1人でいることの多い女の子。
話し始めると長く、少し思い込みが激しい。なぜかピアノのことを「ヤノピ」という。村人との交流はほとんどなく、たまに村を訪れヨクバの演説を密かに見に行く。しかし「シアワセのハコ」には興味を持たず、影響は受けなかった。タツマイリ村の家族関係の違和感を感じているなど勘が鋭い。
村人との人間関係は一切不明。
バトー
オオウロコ海岸にある家に一人で暮らしている少年。家の中でたくさんの鳩を飼い、「タツマイリこけし」というものを作っている。高所恐怖症で性格は内向的。
村の様子が変わってからは郵便局のような仕事をしていた。物語の終盤でニューポークシティに向かうが、その雰囲気に馴染めなかった。
村人との人間関係は一切不明。
ちょうろう
エドの家で寝たきりの生活を送っている老人。一応エドの父親らしいが、エドは彼を「うちのちょうろう」と呼ぶ。テディベアのクマミちゃんが好きで、インコのキューちゃんを飼っている。女の子が見舞いに来てくれると嬉しいらしい。
村の発展時には既に死去している。享年99歳。自分の墓を生前に購入していた。後に長老でもなんでもなかったという事実が判明する。
エド / ナン
ちょうろうの息子夫婦でアルの両親。夫のエドはスーツを身に付け、時折オリーと共に村の青年のまとめ役を務める。妻のナンは老人ホームで働いている。夫婦共に良い人。リュカ達に好意的に接する。
アル
エドとナンの娘。村では最年少。少しおしゃまな性格で、D.C.M.C.のファン。村にやってきたヨクバの演説を聞いているが、ブタマスクたちの乱暴なやり方を快く思っていない。
リダ
時刻や危険を知らせるために、タツマイリ村に響き渡る鐘を鳴らす初老の男性。身長が普通の人間の数倍高い（約4倍）が、とても無口なため逆に目立たなかった。クロスロードに立っていたが村の発展後に姿を消す。通称「クロスロードのノッポさん」。ボブ曰く「タツマイリ村の七不思議の一つ」。NPCがいるときに話しかけるとNPCそれぞれが様々な反応を示す。
実はこの世界の全ての秘密を知るタツマイリの「リーダー」。本人曰く、背が高くて目立つのでリーダーの任を負うことになったらしい。
村の発展後はポーキーたちに囚われてニューポークシティの下水道深部のアパート跡に軟禁されていたが、後に軟禁場所にやってきたリュカたちと再会する。リュカたちに世界の秘密を伝え、島全体のあらゆる生命の命運を委ねる（この場面のBGMには、エリック・サティ作曲の『ジムノペディ』が用いられている（ゲーム内での曲名は『リダのジムノペディ』））。唯一「ハミングバードのタマゴ」の影響を受けておらず、過去の世界の出来事も全て知っている。彼が極端に寡黙なのも、その秘密をうっかり漏らさないようにするためであり、鐘を鳴らすのは住民たちに過去を思い出させないよう暗示をしていたためであった。

### ブタマスク軍
豚のような覆面を被り、悪事を働く兵士たち。その正体は、ポーキーによって様々な時代から連れて来られ、洗脳された人々である。後にタツマイリ村の住人の一部も加入する。
森に火を放ったり、動物を改造したり、サルサやネンドじんをぞんざいに扱ったりと非道な面が目立つ。一方で間抜けな面もあり、少佐クラスになってもくだらないことで言い争いをしていたり、逃げようとして前のブタマスクにぶつかったりしている。戦闘ではHPが少なくなると謝ってきたり、ギャグ調の逃げ方（DPをばらまいた隙に逃走したり、「たったいまから ゆうきゅう（有給休暇）に」と言って立ち去ったりなど）をする。階級によって覆面や制服の色が異なり、「ブタマスク」はペールオレンジ、「ブタマスク少佐」は青、「ブタマスク中佐」は緑、「ブタマスク大佐」は白でマントを装着、「ブタマスクサブマリン」は紫である。この他にも作業員らしき水色のブタマスクがおり、バイトで働く職員用のマスクも存在する。全員が太っているように見えるが、スーツはいわゆる肉襦袢のようなものらしい。
バンドグループ「D.C.M.C.」のファンで、D.C.M.C.関連のグッズに弱い。また、なぞなぞ好きでもある。ピンチに陥った時のセリフは「オー！ マイポーク！」。
月給は、少佐は900DP、中佐は1400DP、大佐は2000DPで、水中で活動するサブマリンは危険手当込みで時給4DP。「とんかつチップ」や「とんかつヌードル」といった食べ物をよく持っている。
ポーキー（キングP）
前作でラストボスの側近として登場し、戦いの敗北後に行方をくらませた少年。今作ではブタマスク軍を束ねている。
前作での戦いの後、時空間転移装置に乗って様々な時代と場所を訪れたが、どの時代の人間からも存在を否定されたことで次第に性格が歪み、さらに、時空間の移動を繰り返した副作用で子供の意識を残したまま肉体が老衰し、不死の存在となった。自ら体を動かすことができないため、特製の装置に乗り込んでいる。
この世の全てに飽き果てており、退屈を紛らわすためにノーウェア島を自分の欲望を満たすおもちゃ箱のように扱う。裏切り者のマジプシー・ロクリアから島の秘密を聞くと、闇のドラゴンの封印を解くために部下の「仮面の男」を遣わせ、自分以外のすべてを滅ぼそうとする。
その野望を阻止しようと現れたリュカたちを倒すために自ら立ちはだかるが、この戦闘により乗っていた装置を破壊されたため、外部からの攻撃を完全に防ぐという「ぜったいあんぜんカプセル」の中に逃げ込む。しかしこのカプセルは、一度入ると二度と外へ出られないというものだった。結局この中から出ることはなく、世界が終わりを迎えた後も狭いカプセルの中で永遠に生き続ける存在となった。
仮面の男
ブタマスク軍の指揮官で、仮面を被った男。ライトセーバーのような剣と光線銃を駆使し、雷を操り、特別なPSI「PK LOVE」をも使いこなす。背中にはエンジンが搭載された機械の翼があり、飛行が可能。リュカたちとは、闇のドラゴンの封印に用いられている7本の針を巡って何度も対峙することとなる。
リュカたちの前では言葉を発することはないが、ブタマスク達とは多少会話をしている様子がある。ネンドじん工場のブタマスク達はリュカを見て指揮官（仮面の男）と間違えていた。
彼の正体は物語の序盤でメカドラゴとの戦いに敗北し、その後行方不明になっていたリュカの双子の兄クラウス。体の改造によって一切の記憶と感情を失い、ただポーキーに従うだけの存在となった。ポーキーからは「自分の命なき息子」「奴隷ロボット」と呼ばれている。最後の針を懸けたリュカとの戦いの中で、両親の思いによって記憶と感情を取り戻し、謝罪と別れの言葉を告げた後、静かに事切れる。
糸井によると、クラウスが最後の針を抜いていた場合、ドラゴンさえも息の根が絶えていたのではないかとのこと。
ヨクバ
行商人としてタツマイリ村に来た男。村の人々に取り入り、洗脳装置「シアワセのハコ」を配って広めようとする。表向きは温厚な人物を装っているが本性は陰険かつ残忍で、同行するサルサに対して執拗に虐待を加える。「ヌヘヘ」と笑うのが癖。
軍における正確な地位は不明だが、指揮官である仮面の男の乗っているブタ母艦に命令口調で連絡している場面がある。すぐに周りを怒鳴りつけることからブタマスク達は恐怖を感じている。人望は全くなく、陰口を言う者もいる。
大好物は高級バナナで、食べた後に残った皮を所構わず放り投げる癖がある。後にその癖のせいで足を滑らせてイカヅチタワーから転落するものの、メカキマイラに改造され「ニューヨクバ」として復活する。改造によってうまく喋れなくなったため、通訳ロボットの「ツーヤク」を通じて会話をする。最終的にはさらに改造されて「ミラクルヨクバ」となりPSIの力を覚醒させて戦いに臨むがリュカたちに敗北、下水道の汚水に落下して最期を迎える。
第3章ではNPCとしてサルサの戦闘に参加し、ボムや体当たりなどの威力の高い攻撃を行う。
前述のように、彼の正体は行方不明のマジプシー・ロクリア。戦闘中に洋服のことを考えたり、ドラゴに襲われた時にオカマ口調になるといった点は、マジプシーであることの伏線になっている。
嫌われ者であったが、唯一、ヨクバの家のそばにいるネズミからは慕われており、ヨクバが亡くなった後、ネズミは「僕にはとっても優しかったからいなくなって寂しいよ」と語っている。このくだりは、糸井が小学6年生の時に聞いた松尾和子の歌『再会』の中の登場人物が想い人の受刑者へ向けた一節「みんなは悪い ひとだというが わたしにゃいつもいいひとだった」から影響を受けている。
コワモテブタマスク
体格のいいブタマスク。「隊長」と呼ばれているが、軍内部の階級でどのあたりに位置するのかは不明。仮面の男を「指揮官殿」と呼ぶのに対し、ヨクバのことは「ヨクバのおっさん」と呼んでいる。マスクには角が付いており、鏡に映った自分の姿を見て驚くらしい。部下からの人望が厚い。
初登場時はD.C.M.C.ライブの特等席に部下を連れて鎮座している。通常のブタマスクとは異なりリュカと仮面の男の違いを匂いで判別する。相当なD.C.M.C.マニアで、非売品のポスターまで所有しているほどだが、入手しそびれているらしいD.C.M.C.のパンフレットを戦闘中に見せると羨ましがって動きが固まる。戦闘服に着替え、パワーアップして再び勝負を挑むも、この欠点だけは克服できていない。
物語終盤でのD.C.M.Cのライブ会場では、リュカたちと戦うことをせず「お互い楽しもうぜ」と言う。
ヨシダさん
コーバの責任者を務めるブタマスクで、階級は少佐。リュカたちにも気さくに話し掛けてくる。他のブタマスクたちと違いクラブ・チチブーに行ったことがない。歌を作成するほどコーバへの愛着があり、コーバの閉鎖が決まったときには「俺まで必要とされてないみたいで悲しいよ」と嘆く。
2007年2月7日に『ほぼ日刊イトイ新聞』上で配信されたブックレットで素顔が明らかになった。
ネンドじん
ブタマスクによって造られた人工生命体。体が粘土でできている。力仕事が得意でコーバの労働力になっている。「ムオーン」と鳴く。動かなくなった際には電気を送り込むことで再び動き出す。
性格は従順で大人しく、壊れそうになった時は自ら処理場へ向かう。ブタマスクたちからの扱いはぞんざいだが、同情するブタマスクもいる。
ゴミ捨て場では、体にガラクタがくっつき、「かなしきよせあつめ」として意志を持ってしまう個体もいる。
マシュマロちゃん
イカヅチタワーの「キングPさまのおへや」にいる、メイド型ロボット。ポーキーが大切に保管する武器「ともだちのヨーヨー」を守っており、それに手を出そうとすると襲い掛かってくる。高い戦闘能力を持ち、本気を出すと腕がドリルとペンチに変形する。
ブックレットのワンシーンによると、普段は自力で動けないポーキーの身の回りの世話をしているらしい。
ジェネッタくん
イカズチタワー最上階のジェネレーターを守っているロボット。第5章のボス。「100万ボルトチョップ」など電気を利用して戦うため、通常攻撃をすると感電してしまう。エネルギーをチャージした後に放つ強力な技「ディスチャージクラッシュ」を用いるが、放った後にはエネルギーが完全に切れてしまう。
こわがらせロボ
ブタマスクによって作られたロボット。どせいさんを怖がらせる言葉がインプットされているが、人間には全く効果がない上に戦闘能力も低い。戦闘時には怖い話と間違えていい話をしてしまうこともある。
ツーヤク
通訳ロボット。メカキマイラに改造されたヨクバがまともに喋れなくなったため、ヨクバに随伴して通訳を行う。くるくると回りながら飛行する。上手く通訳できないことが多く、文法がおかしかったり、過剰に丁寧な言い回しにしてしまったりする。外見は眼鏡をかけた小柄な中年女性。ミラクルヨクバ撃破後は「おわないでください」と言ってどこかへ飛んでいく。
キングのぞう
ニューポークシティ北東にあるポーキーの像。「天才で勇敢で最高にタフなぽっちゃりけい。偉大なる指導者ポーキー様の像なり」と説明されている。ニューポークシティの守り神とされ、この像に喧嘩を売った者が返り討ちにされたという噂がある。ミラクルヨクバを倒した後に3回調べ、敵意を示すと戦うことになる。
並外れたHPを持っており通常の方法では倒せないが、ボス以外の敵のHPを1にするアイテム「おおみそか」が有効であり、使うことで簡単に倒すことができる。倒した後、付近にいる男に話しかけると「あの せきぞう ウワサでは じんるいさいきょうの せきぞうって いわれてたけど いがいと カンタンに まけたなぁ」という台詞を言う。
ポーキー01〜10
少年期のポーキーの姿を模した10体のロボット。エンパイアポーキービルで現れる。「メカたいあたり」「メカばくはつ」などの技で攻撃する一方、「メカあいそわらい」「メカなかなおり」といった無意味な行動も取る。キマイラを戦場に呼ぶ個体もいる。

### キマイラ
ノーウェア島に生息する動物たちを見て「かっこ悪い」と感じたポーキーがブタマスク達に命じて作らせた合成生物。機械と生物を合成した「メカキマイラ」と、生物同士を合成した「生物キマイラ」の2種類が存在する。以下、イベントに絡むものを記述する。
ひつけむし
森を火事にするために作られた、使い捨てライターと虫のメカキマイラ（「戦いの記憶」でボニーの「においをかぐ」を行うと虫に分類される）。火の威力は大して強くない。
かいぞうカリブー
トナカイのメカキマイラ。本作最初のボス。森林火災の混乱の最中にブタマスクたちに捕らえられ、メカキマイラに改造されてフリントたちに襲いかかる。
メカドラゴ
第1章においてブタマスクによってメカキマイラに改造されてしまった親ドラゴ。かつての優しく温厚な面影はなく、凶暴で暴れ狂う。フリントたちに襲い掛かり、倒される寸前には致命的なダメージを与える「最期の一撃」を放つ。倒された後は一筋の涙を零して息を引き取る。
サボテンウルフ
第3章においてデス砂漠のブタマスク基地入り口の前に居座っているオオカミのキマイラ。額にウルフサボテンと呼ばれる種のサボテンが寄生している。
ほぼメカライオン
完全にメカ化していないライオンのメカキマイラ。研究所内のトラブルで脱走し、暴れまわっていたところに現れたリュカたちに襲いかかる。ほぼメカライオンとの戦いは負けても話が進み、最終的にはネンドじんのとび蹴りによって倒される。
きゅうきょくキマイラ
生物キマイラでもメカキマイラでもない、究極かつ最強のキマイラ。頭の上にヒヨコが乗っている。
あまりに凶暴すぎるため、ブタマスク達にも扱えなくなってしまった。研究所の奥深くに封じ込められていたが、トラブルで檻が開いてしまい暴走する。触れただけでゲームオーバーになってしまう。
背中にあるボタンが弱点で、リュカとサルサの活躍で一度は機能が停止するが、頭上のヒヨコによって再起動し、研究所から逃亡する。
後にエンパイアポーキービルのトイレに出現する。一度ゲームオーバーになって復活するか、トイレから直ぐに逃げてそのフロアから出ると、フロアの通路を歩いている。
ドライやん / バケツきょうだい / ポンプさん
アンドーナッツ博士の開発したキマイラ達。「ドライやん」はどんな髪型でもすぐに乾かせるドライヤーキマイラ、「バケツきょうだい」は小麦粉で作られた一生懸命なネンドじん、「ポンプさん」は水を他の場所に移すときにだけ力を発揮する生物。ドリアの針を抜くときにどれか1つを選ぶことになる。正解を選ぶまで、何度でも選び直せる。
てっきゅうメカゴリラ
雪山にある針を抜いた仮面の男が、後から来たリュカたちに差し向けたゴリラのメカキマイラ。凄まじい攻撃力の鉄球を振り回す。弱点は雷だが、雷系の攻撃を受け続けるとショートして暴走する。
ニューヨクバ
「入浴場」ではなく「Newヨクバ」。メカキマイラに改造されたヨクバ。下半身が機械となり、飛行用ロケットを装備、鼻の穴からラッパが出ている。まともに話せないのでツーヤクを通して意思を伝える。以前に自分のミスで塔から落下したにも関わらず「お前達にイカヅチタワーから落とされた恨みを晴らす」と言い掛かりを付け、襲いかかってくる。
戦闘時には高級バナナにかぶりついてHPを回復することもある。
ミラクルヨクバ
リュカたちに敗れたニューヨクバがさらに改造された姿。鼻の穴から出ているラッパの本数が増えた。途中でラッパがはがれると本気を出し、PSIの力を覚醒させ、強力な攻撃用PSIのPKスターストームを何度も使う。高級バナナを食べて体力を回復させる頻度が上昇している。敗北したミラクルヨクバは墜落し、下水の中に消える。
カバランチャー
ポーキーの誕生日を祝い多額の予算をつぎ込んで制作されたメカキマイラ。全部で3種類いて、それぞれHPが異なる。イベント戦以外で戦うものはチェックしない限り襲ってこない。
NKサイボウグ
ポーキーの夢の中に出てきた戦闘兵器をもとにして作られたメカキマイラ。豚のような姿をした機械のボディに生物の脳を移植した。あまりの大きさに、戦闘画面では全身が収まらない。なお、「NK」はナチュラルキラーの略で、名前の元ネタは外部のウィルスなどから宿主の生物を守る細胞である「ナチュラルキラー細胞」（NK細胞）。

### その他のキャラクター
ドラゴ
正式名称はドラゴザウルス。優しく温厚な恐竜。
色の薄い方がオスの父親と子供、色の濃い方がメスの母親。リュカやクラウスとも仲良し。普段はドラゴ台地に住んでいるがよくアレックの家の方までやってくる。強力な牙と硬い皮膚を持ち、ブタせんしゃを踏み潰すほどの脚力もある。
父親のドラゴがブタマスク達によって「メカドラゴ」に改造され、フリントたちに襲い掛かる。
序盤のドラゴへの体当たりイベント時に周りを見渡すことで、複数体いることが確認できる。後にキマイラ研究所でも登場するが、そこでは氷漬けや骨格標本になっている。
オケラ
島に住むオケラ。オケラ内では最強の戦士らしい。ドラゴと遊んでいたリュカとクラウスにいきなり戦いを挑むが、あっさりと倒される。去り際に「今度会うときはビッグスタジアム『オケラホール』だぜ」と言い残すが、直後にヒナワに踏まれる。
それから3年後にリュカたちが訪れたオケラホールで再び戦うことになる。全体的な能力値は低いが、すばやさは最高レベル。リュカたちが勝利した後はオケラが行く先々に現れ、商売をしてくれるようになる。負けた場合は口の利き方が少し生意気になる。「ギラリーン」が口癖。
カエル
島の至るところにおり、話しかけるとセーブできるほか、DPを預けたり引き出したりできる。「オケラホール」ではオケラにセーブの役割を委託している。
風船で空を飛んでいたり、水を溜めた樽の中に入っていたり、蛇に飲まれていたりと登場の仕方は様々。会話の最後には「次に会うカエルによろしくね」と言う。
サルコ
サルサの恋人ならぬ恋ザル。第3章でサルサと引き離され、人質ならぬサル質にされる。第7章でようやく救出され、サルサとの幸せな生活を手に入れる。
性格はかなり臆病で、救出されても人間に心を開くことはなかった。
ヒモヘビ
オソヘ城のバザールで売られていた赤い蛇。ダスターに買われたあとは彼の相棒として活躍する。あごの力が強く、上方のものを噛ませることでぶら下がることができる。人間の言葉を話す。出会った当初は丁寧な口調だったが後になれなれしい口調になる。男気溢れる性格だが、精神が落ち込みやすい。
オバケ
オソヘ城に住み着く幽霊。ダスターに襲いかかってくる悪いオバケと、ヒントやアイテムをもらえる良いオバケがいる。くさったエクレアが大好物。パーティを開くことが趣味。
パッションさん
作成中の曲が未完成のまま亡くなった指揮者のお化け。オソヘ城に住み着く。楽器を使わずにメロディーを奏でることができる。そのメロディーは家具を震わせ、軽いネズミやろうそくなどが飛び回るほど強烈で、演奏中に彼の前を通ろうとするとはじき飛ばされてしまう。自分の音楽の良さを理解できない者を許せない。自分の髪型にこだわりがある。
第2章でダスターたちに倒されるが、そこでは成仏せず、第5章では「パッションさま」となって再戦を挑んでくる。
戦闘BGMには、実在のクラシック曲をメドレー形式で用いている。
- 『家庭の事情・第2楽章』（パッションさんの曲）
  - 『交響曲第5番 第1楽章（「運命」）』（ベートーヴェン）
  - 『オバケのためのエチュード』（オリジナル）
  - 『ピアノ協奏曲第1番 第1楽章』（チャイコフスキー）
  - 『交響曲第6番 第1楽章（「田園」）』（ベートーヴェン）
  - 『交響曲第40番 第1楽章』（モーツァルト）

- 『先祖のおかげ・第8楽章』（パッションさまの曲）
  - 『交響曲第5番 第1楽章（「運命」）』（ベートーヴェン）
  - 『トッカータとフーガニ短調』（バッハ）
  - 『メサイア 第2部第44曲「ハレルヤ」』（ヘンデル）
  - 『四季 協奏曲第1番ホ長調（「春」）』（ヴィヴァルディ）

けっかいトリオ
ミクソリディアが創り出した、タネヒネリ島の針を守る3体の紫色の生命体。ミクソリディア曰く「具体的な結界」。それぞれ、「けっかいくん」「けっかいちゃん」「けっかいどん」と体に名前が書いてある。
3体ともボディービルダーのようなポージングをとり、特殊攻撃の際にはポーズを変える。体力が減ってくると、攻撃用PSIでは最強クラスのPKスターストームを一度だけ使用する。倒された後にはさらにポーズを変え「すてきだった」というメッセージが表示される。分かり辛いが、頭部にある3つの小さな点が顔である。
ハチ
ミクソリディアに従う巨大タコ。リュカたちが海中での戦闘時に無くしてしまったアイテムを返還し、リュカたちをタネヒネリ島からタツマイリ村まで送り届ける。キノコの幻覚にかかっている状態では、船乗りの姿に見える。後頭部には「TAXI」の文字がある。
どせいさん
「どせいだに」にすむ種族。「〜でごじます」「できるます」「ぐんまけん」「ぽてんしゃる！」などのどせいさん語を話す。穏やかな性格。5人のどせいさんが積み重なる「はしごごっこ」なる遊びが好き。「おしのびどせいさん」という、ほっかむりを被った個体もいる。科学力や発想力に優れ、エネルギーなしで走り続ける装置「ちゃぶ台」や「のりものです。」などを開発する。
こわがらせロボの話が怖いらしく、そのせいで当初はブタマスク達に難なく集落を占拠されてしまった。救出後は、リュカたちの助けとなる。
スキンヘッド / クマヒゲ
クラブ・チチブーで働く2人組の用心棒。クマヒゲの方が年上らしく、スキンヘッドはクマヒゲを「アニキ」と呼ぶ。ヨシコシのことは「ねーさん」と呼ぶ。
ペット連れ込み禁止のクラブ・チチブーにやって来た犬のボニーを「イヌ的なお兄さん」として入店させるなど、抜けた面もある。
第5章ではハイウェイのパーキングエリアにある店「キタナカフェ」で働いている。
あずかりやのおじさん
リュカたちの荷物を預かってくれるおじさん。タツマイリ村の住民も利用している。ニット帽をかぶり、「ニットキャップマンズ カー」という青い荷車を引いて、ノーウェア島の至るところに現れる。善意でやっているためお金を取ったりはしない。正体は不明。
アンドーナッツ博士
ブタマスク軍の研究所に所属している博士。ポーキーに脅されてキマイラの研究を行なっていたが、リュカ達に会い、ブタマスク軍からの逃走を決意する。
さまざまなキマイラやネンドじん、飛行装置「ポークビーン」、回復装置「すっごいカプセル」、完全防御装置「ぜったいあんぜんカプセル」を作成した。
前作に同名の人物が登場しているが、同一人物かどうかは不明。
さんそほきゅうマシン
男性のような上半身と魚のような下半身を持つ人魚型の酸素補給機。海底に配置されており、口づけをするような形で酸素を補給する。補給後はリュカたちの顔が赤らむ。一部のブタマスクサブマリンはこの補給方法を好んでいるらしい。
意思を持っているようで、仕事が終わった後に集まって「お疲れ様でしたー」と言っている場面がある。ケンタウロス型の地上版もいる。
チューさん
オケラホールに向かう途中にぶつかってきたリュカに対して因縁をつけてくるオレンジ色のネズミ。サングラスを掛け、リーゼントの髪型をしている。若いころは電線をかじったりチーズを盗んだりする悪事を働いていたという。リュカたちとの戦いに負けるとリュカを「旦那」と呼ぶようになる。ハイウェイに奥さんがおり、子供がねずみ算式に増えている。
闇のドラゴン
ノーウェア島の地下深くに古くから封印されている、島程の大きさがある巨大な竜。体に刺してある7本の針によって眠りについており、その針はマジプシーたちによって管理されている。ドラゴンの凄まじい力のおかげで、ノーウェア島は外部からのあらゆる災害から守られている。
この封印の針を抜けるのは、PSIの「PK LOVE」を使える者だけである。封印が解かれる際には針を抜いた者の意思がドラゴンに反映され、良くも悪くも作用するという。
あなた
プレイヤー自身。第1章のイノリバおよび、第4章のコーバのバイト申込時に名前を登録できる。
ヨシダさん曰く「あなた」はリュカの後見人という立場に当たるらしい。またタツマイリの村の人に良く知られている存在で、エンディングでも「あなた」が生きていることをタツマイリの村の人が祝福してくれる。スタッフクレジットにも「player」として名前が出てくる。

## アイテム
ドアノブ
フリントの家のドアノブ。物語の本筋とは関係ないが、随所で登場する。物語の序盤でトマスに破壊された後ヨクバや村人たちに投げられたりし、窃盗罪の証拠として鑑識に回されたりする。所々でリュカやサルサが拾おうとするものの、手に入れることはできない。また、最終章でも発見できるもののリュカがうっかり落としてしまう。そして、最終的にある人物の手に渡る。
ブタしるしノート
第1章で手に入るブタの鼻のマークが書かれたノート。キマイラを作り出す計画について汚い字で書かれている。
ドラゴのキバ
最高の武器の素材であると同時に、フリントを失意の底に落とした元凶でもある。ブロンソンがこれを武器に作り替えてフリントに渡し、フリントはその武器を用いてメカドラゴとの戦いに臨む。
たたかいのきおく
今まで戦った敵のグラフィックと説明文が記録されるアイテム。敵の後ろ姿を確認した場合はそれも記録される。サウンドバトルの練習もできる。
けだかいタンつぼ
オソヘ城に隠されている壺。とても繊細で奥深い細工が施されている。ダスターは、この壺がウエスの言っていた「ある重要なもの」であると思い持ち帰る。しかし間違っている事に激怒したウエスによって破壊されてしまった。
ハミングバードのタマゴ
通称「ひかりのタマゴ」。オソヘ城に隠されている。ウエスがダスターに盗んでくるよう命令した真の「ある重要なもの」で、世界を滅ぼす力と生み出す力を持っているという。
その正体は、「白い船」によって崩壊する世界からタツマイリ村に脱出した人々の過去の記憶を閉じ込めたもの。「前の世界」での悲惨な歴史を二度と繰り返さないために、新しい人生をやり直すためのものであった。
唯一リダのみがこのタマゴの影響を受けておらず、ノーウェア島に危機が訪れたときには過去を含めたすべてを知っている彼が元の記憶を戻すように決められていた。
シアワセのハコ
タツマイリ村の住人を洗脳するためにヨクバが配った箱。側面には画面のようなものがあり、光ったり音を発したりする。「薄型」や「大画面フルスペック型」もある。効果には個人差があり、洗脳される人もいればそのままの人もいる。テレビのように見えるが、糸井はそれが何なのか具体的には決めていない。
ともだちのヨーヨー
イカヅチタワーにあるキングPさまのお部屋で厳重に保管されており、メイド型ロボットのマシュマロちゃんが守っている武器。「ともだち」が誰のことを指すのかは作中では明示されていない。
ヒゲそりとくちべに
マジプシーが消え行く前に、リュカたちに形見として渡す物。持ち主が戦闘不能に陥った時に持ち主を復活させHPも全回復するが、同時に形見も消えてしまう。ロクリア以外の物は、「○○のかたみ」（○○はマジプシーの名前）と表示される。
ゆうきのバッヂ
フリントが子供の頃からお守りとして大切に持っていたバッヂ。相当古い物らしく、模様が見えないくらいにさび付いている。フリントがニッポリートに託し、後にリュカがニッポリートから受け取る。
フランクリンバッヂ
「ゆうきのバッヂ」をどせいさんに磨いてもらった結果、さびが取れて本来の姿と能力が復活したバッヂ。持っていると雷による攻撃を跳ね返すが、リュカにのみ効果がある。
ヘコキムシのきおく
ある人物が、世界の成り立ちと運命についての話を「ヘコキムシ」に記憶させたもの。
すっごいカプセル
アンドーナッツ博士が開発した、体力を一瞬にして全回復できる装置。
ぜったいあんぜんカプセル
ポーキーがアンドーナッツ博士とどせいさんに作らせた巨大カプセル。中に入ればいかなる攻撃でも無効化でき、一度入ったら二度と外に出られない構造になっている（アンドーナッツ博士曰く「外にいる者にとっても安全」）。ポーキー曰く「アンドーナッツ博士とどせいさんを騙して作らせた」というが、博士の発言から、騙されたふりをして意図的に使わせるように仕向けた節が見られる（一応「まだ使っちゃいかん」と小声で警告はしていたらしい）。
7ほんのはり
ノーウェア島の随所にある、闇のドラゴンを封印している針。7人のマジプシー達が一人1本ずつ、1万年の周期で代替わりしながら守り続けている。自分の守る針が抜かれた時、マジプシーは消滅する。この針が全て抜かれた時、闇のドラゴンが目覚めて世界は終焉を迎え、最も多く針を抜いた者の意思に応じた新たな世界へと改変されるという。PSIの「PK LOVE」を使える者にしか抜くことができない。

## 乗り物
ブタ母艦
ブタマスク軍の母艦である飛行船。プロペラで飛行し、飛行中には廃棄物を落とす。ブタマスクのテーマソングを鳴らしながら進む。
ポークビーン
ブタマスク軍が使用している楕円体の乗り物。定期的な充電が必要だが、長時間の充電は禁物。わずかに宙に浮いて移動できるが、なぜかバナナでスリップする。壊れやすい。
ブタせんしゃ
ブタマスク軍の兵器。第3章のボスが搭乗している。黒い排気ガスを撒き散らしながら動く。一定のダメージを与えると砲筒が詰まってしまい、中に乗るブタマスクが文句を言ってきたり砲弾を投げつけたりしてくる。
電車
第4章より登場。コーバとタツマイリ村の間を結ぶ公共交通機関。当初の運賃は2500DPだが、第5章からは一人50DPとなり、さらに倍の料金を出せばグリーン車に乗れる。線路上を徒歩移動している時に電車にぶつかってしまうと、タツマイリ村に戻されて説教される。
ちゃぶ台
どせいさんが作成した、ヒヒーンと鳴くちゃぶ台のような乗り物。乗るときに「ちゃぶ台にのってしまいますか？」と聞かれる。
とりかご
どせいだにから脱出するときに使う道具で、飛行手段が必要になったリュカたちのためにどせいさんが急造したもの。かごの中に大量の鳥を入れ、鳥の力で空を飛ぶ。
しろいハコ
シログネ山の頂上に用意されていた、冷蔵庫のような箱。山の斜面を滑走する勢いで空を飛ぶ。
のりものです。
放置されていたポークビーンをどせいさん達が改造したもの。どせいさんの形をしたポークビーンで、別名「どせいビーン」。エネルギーを一切使わない。モーター音もポークビーンと違い、何か柔らかいものを踏んづけているような生々しい音がする。ポークビーンと同様にバナナで滑る。

## 他機種版
| No. | タイトル                                      | 発売日         | 対応機種        | 開発元                                                  | 発売元 | メディア                            | 型式 | 売上本数 | 備考 |
| --- | --------------------------------------------- | -------------- | --------------- | ------------------------------------------------------- | ------ | ----------------------------------- | ---- | -------- | ---- |
| 1   | MOTHER3                                       | 2015年12月17日 | Wii U           | 任天堂 東京糸井重里事務所 ブラウニーブラウン ハル研究所 | 任天堂 | ダウンロード (バーチャルコンソール) | -    | -        |      |
| 2   | ゲームボーイアドバンス Nintendo Switch Online | 2024年2月21日  | Nintendo Switch | 任天堂 東京糸井重里事務所 ブラウニーブラウン ハル研究所 | 任天堂 | ダウンロード                        | -    | -        |      |

## エピソード
- 糸井はアゴタ・クリストフの小説三部作『悪童日記』『ふたりの証拠』『第三の嘘』に影響を受け、オマージュの意味から、小説内に登場する双子の少年「リュカ」「クラウス」の名前を本作で使用している[14]。
- 本作のBGMは、前作までの鈴木慶一と田中宏和に代わり、ハル研究所所属の酒井省吾が全曲を作成した。これは、今作の使用曲数が膨大で作曲者との頻繁なやり取りが予想されたため、開発現場内で内容を理解している人物に作曲を任せるほうが望ましいと考えたためである[11]。
- 本作と同じくブラウニーブラウンが開発を手掛けたニンテンドーDSiウェア『かっぱ道』の中では、本作に由来するグッズが数点登場している。
- 本作は日本国内での販売となり、海外での販売は行われなかった。また、Wii UのバーチャルコンソールやNintendo Switch Onlineでの配信についても日本国内のみとなっており、海外では行われていない[5]。この理由について当時任天堂アメリカの社長兼最高執行責任者（CEO）を務めていたレジナルド・フィサメィは後年（2022年）に自身の著書やブルームバーグとのインタビューにおいて、前作の『MOTHER2 ギーグの逆襲』（英題:『EarthBound』）の売り上げ不振のためにローカライズの費用捻出が困難になったこと、本ソフトが日本で発売された2006年4月には既にゲームボーイアドバンスの次世代ハード機であるニンテンドーDSが発売（2004年12月）されており、ハードの移行が進んでいたことを挙げている[5][15][16][17]。また、日本語版をそのままダウンロードのみで販売する案も浮上したが、これも実現しなかったことを述べている[16]。

## スタッフ
- ストーリーシナリオ、メッセージ：糸井重里
- ディレクター：井上信行
- ミュージック：酒井省吾
- サウンドエフェクト：岩崎正明
- イベントデザイン：田中国光、鈴木祥之、江村精一、大熊英毅
- メッセージデザイン：戸田昭吾
- システムプログラミング：平石有孝
- バトルプログラミング：相京正樹
- バトルデータデザイン：鈴木祥之
- アートディレクター：今川伸浩
- マップデザイン：門井元、猪瀬幸恵
- キャラクターデザイン：佐藤博司、永田しのぶ、上野城功
- モンスターデザイン：若林清太郎、星野雅紀、松浦聖
- エフェクトデザイン：若林清太郎
- アートワーク：大槻あかね、中道幸呼、尾田純教、松井貴義、野村扶二子
- デバッグサポート：森田祐加、赤間淳一、谷川祐貴、遠藤剛
- サウンドデバッグ：保志場慶
- デバッグ：スーパーマリオクラブ
- テクニカルサポート：竹口正浩
- スペシャルサンクス：田中宏和、鈴木慶一、大山功一、津田幸治、穴澤友樹、大印健生、高橋誠、伊藤悠子、松浦弘樹、荒谷裕己、奥村泰章、酒井清隆、石田彩乃、山田竜也、中島知奈絵、セクター・ブレンダン、小野寺沙斗美、星弘高、鈴木誠、長田直美
- ベリースペシャルサンクス：株式会社 東京糸井重里事務所
- プログレススーパービジョン：菱田達也、呉服和幸
- プロデューサー：亀岡慎一、田邊賢輔、寺崎啓祐
- エグゼクティブプロデューサー：岩田聡

## 評価
本作は発売初週に20万本売り上げ、2006年上半期のトップセラー20のランクインした。TechnologyTellのジェニー・ラダは「完璧」なゲームボーイアドバンスロールプレイングゲームと評した。日本国外のレビューでは（前述の経緯から日本のみの発売だったにも関わらず）ストーリーやグラフィックを賞賛する一方で、1990年代のコンピュータRPGと変わりのないシステムを残念とする意見もあった。また、音楽も賞賛された。

### ファミ通
『ファミ通』のクロスレビューでは10、8、8、9の35点でプラチナ殿堂入り。レビュアーは序盤から引き込まれ中盤までの一気の進み後半になってもダレない展開や細部までこだわりが感じら暖かみのある独特の文章や物語、ウィットに富んで細やかな演出から生み出される独特の世界、素朴な絵柄やよくあるシステムが気にならなければ楽しめるとした他、BGMを賞賛、戦闘のコンボについてはつかみにくさがあるとした者と作業プレイにならない工夫がいいとした者で分かれた。

### Eurogamer
Eurogamerのサイモン・パーキンは、コンピューターゲームの専門家の「聖なる牛（疑問や批判を免れたことを指す比喩）」とファンコミュティの持続力をシリーズのレガシーとして「日本で一番愛されるシリーズ」とした。ファンによる翻訳の質に感銘を受け、糸井重里を「ストーリーテラー」と表現、JRPGに与えた糸井とMOTHERシリーズの影響について解説しつつ、「影響のあるシーン」「予期しない影響」を伴う「優れた」脚本が「まっすぐな物語」から「予算の何倍も大きい幅広さと深みを達成したタイトル」と指摘した。脚本は「自然と技術」「封建制と資本主義」「個人と地域社会」のやや「荒っぽい」対置をしていて、最初に名前を設定することを「トリック」とし、ゲーム後半に掛けて意味を成すとした。また本作の12年という長期の開発期間に触れ、下記のように述べている。
メタフィクションを含むセリフ、他愛のない格好をしたカエル、かいぞうカリブーとの戦闘、ヒナワの死が判明するシーンといった「思い出に残る瞬間でいっぱい」とし、ゲームのシンプルさは「未熟でもの知らず」には役立つかもしれないが、かえってそれは「シンプルでエレガント」と評した。

### RPGamer
RPGamerのジョーダン・ジャクソンはビジュアルが本作の内容に合っていると評し、酒井による音楽を「過去作と同じくらい魅力的」と評価した。RPGamerとは関係ないが、音楽面においてはMoehnkeも「素晴らしい」と高い評価を示し、リヒャルト・ワーグナーとチャック・ベリーからの影響を指摘した。
またジャクソンは、約30時間ほどのゲームプレイ時間は過去作よりもいくらか短いとし、ユーモラスで楽しく進んでいる中で少し憂鬱な瞬間もあると説明している。レビュアーは死亡時のペナルティがほとんどないことを評価している。

### NGC Magazine
NGC Magazineのマーク・グリーンは否定的な意見としてではなく、見た目や操作感が『MOTHER2.5』のように感じられると書いている。ゲームシステムがより高レベルなコンピュータRPGに対して「悲しくなるほど基本的」と評している。

### その他
Mike Moehnkeはウェブサイトで過去作からあるグッズの所有制限について批判している。
TechnologyTellのラダは本作は過去作より驚くほど「ダーク」と評した。
Kotakuのリチャード・アイゼンベイスはシステムを賞賛、GameSpotのグレッグ・カサバンは「マリオ&ルイージRPGシリーズ」のシステムと比較した。アイゼンベイスはゲームのメインテーマとして「母の重要性」を挙げ、ゲーム中盤の「狂気的なスラップスティック」と最終的などんでん返しを特に好んだ。

## 関連商品

### サウンドトラック
MOTHER3+
大貫妙子のボーカル曲「We miss you 〜愛のテーマ〜」、クレイジーケンバンドの生演奏曲、作曲者の酒井省吾が編曲した楽曲を収録。初回限定で「おしのびどせいさんストラップ」付属。2006年11月2日発売。発売週のオリコンアルバムチャートのインディーズ部門で1位を獲得した。
2007年2月7日には、ボーナストラック1曲を追加したネット配信版が発売された。
MOTHER3i
酒井省吾が自ら編曲したメドレー曲を収録。2007年2月7日発売。ネット配信のみ。発売日のiTunes Music Storeデイリーアルバムチャートで1位を獲得した。

### 商品
『MOTHER3』デラックスボックス
『MOTHER3』のソフト、特別仕様ゲームボーイミクロ、フランクリンバッヂのセット。
amiibo
様々なゲームと連動するフィギュア「amiibo」の一種として、本作の主人公・リュカのamiiboが2015年12月17日に発売された。

### ゲーム

#### 大乱闘スマッシュブラザーズシリーズ
大乱闘スマッシュブラザーズシリーズでは、3作目の『大乱闘スマッシュブラザーズX』より、本作の主人公であるリュカがファイターとして登場している。キャラクターの色変えにより、クラウスのような見た目に変更することも可能。なお、当初は2作目の『大乱闘スマッシュブラザーズDX』に登場予定だったが諸事情により見送られた。
大乱闘スマッシュブラザーズX
初期キャラクターとしてリュカが使用可能。強力な技「最後の切りふだ」では、原作で使用しないPSI「PKスターストーム」を用いる。
対戦ステージとして「ニューポークシティ」が採用され、BGMとして「MOTHER3 愛のテーマ」「ポーキーのテーマ」「ユートピアでしょ?!」「いわれなきリベンジ」「ブッコワシ賛歌」のアレンジ曲が使用されている。「愛のテーマ」と「ポーキーのテーマ」は酒井省吾によるセルフアレンジである。ステージ上では「きゅうきょくキマイラ」がギミックとして登場する。
オリジナルの物語が展開されるモード「亜空の使者」では「キングのぞう」及びキングPが登場。収集要素「シール」では本作のドットイラストが数多く採用されている。
大乱闘スマッシュブラザーズ for Nintendo 3DS / Wii U
初期状態のファイターにリュカは含まれていないが、有料DLCとして追加可能。『for Wii U』のステージ「オネット」では前作でアレンジされた楽曲の一部が用いられている。
大乱闘スマッシュブラザーズ SPECIAL
リュカの「最後の切りふだ」発動時、リュカの両側にクマトラとボニーが登場する。対戦ステージには『X』で登場した「ニューポークシティ」が再収録されており、前作までに収録された本作を出典とする楽曲は全て収録された。
新システム「スピリッツ」には、フリント、ヒナワ、サルサなど、本作のドットビジュアルがいくつか収録されている。

#### その他のゲーム
スーパーマリオメーカー
主人公のマリオのドット絵を別のキャラクターのものに変更できる「キャラマリオ」として、本作からリュカが登場する。操作に伴う効果音は、原作のものが使用されている。

## 関連イベント
NO MOTHER NO LIFE
タワーレコードの協力で2006年11月1日から11月15日の期間に実施した、サウンドトラック『MOTHER3+』に関するキャンペーン。「魑魅魍魎スタンプラリー」という企画が東京・横浜・名古屋・京都・大阪の店舗で行われた。

## MOTHER3 豚王の最期
『MOTHER3 豚王の最期』（マザースリー ぶたおうのさいご）は、『MOTHER3』がNINTENDO 64向けソフトとして開発されていた頃のタイトル。『豚王の最期』という副題は最も後期のもので、初期の頃から「『キマイラの森』→『奇怪生物の森』→『豚王の最期』」と変更されている。2000年8月に開発中止が発表された。キャッチコピーは「マザーを通して、家族の絆を考えてみる。」。

### 特徴
これまでドット絵で制作されていた世界やキャラクターがポリゴンで表現され、全体的なグラフィックのイメージが前作までとは大きく異なっている。物語は12章立て（開発が進む中で7〜9章までに規模を縮小した）。シナリオの大枠は製品版と変わらないものの、その細部は製品版に比べてかなり陰鬱なものであったという。超能力は従来シリーズのような「PSI」ではなく「まほう」または「マホウ」と表記し、戦闘でリズムに合わせて音楽を奏でると有利になるという、製品版の「サウンドバトル」の原型ともいえるシステムも導入されていた。

### 開発中止までの経緯
『MOTHER3』の開発は前作『MOTHER2 ギーグの逆襲』の発売直後から始まり、全12章の物語で章ごとに別の主人公を立てることや、物語内の時間経過により世界の様子や人々の会話内容が変化していくことなど、様々なアイデアが糸井重里から提案された。その後、開発ハードがスーパーファミコン、NINTENDO 64、64DDと移っていくが、アイデアを実現するための作業量が膨大になったことで開発は長期化する。
そうした中で、任天堂の新しいハードであるゲームボーイアドバンスとニンテンドー ゲームキューブの発売に向けたプロジェクトが立ち上がる。これにより会社として『MOTHER3』の開発に注力し続けることが困難になった上、プロデューサーを務める岩田聡が海外出張などで開発現場から離れることが増えたため、開発チームとの意思疎通の機会が減ってしまった。事態の打開に向けて全部で12章あった物語を7〜9章にするなど規模を縮小する対策を講じたがそれでも状況は改善せず、このまま開発を続けると他のプロジェクトに甚大な影響が出てしまうとの判断から、開発中止が決定された。
なお、開発中止の決定前にはゲームボーイアドバンス向けソフトとして開発し直す案も模索されていたが、この時点では実現しなかった。

### キャラクター
ここでは製品版と異なる設定が見られたキャラクターを記述する。
リュカとクラウス
白の上着にポシェットを身に付けている。本作の開発段階ではどちらが兄でどちらが弟か明示されなかった。初期のクラウスは人相が悪かったが、後期にはリュカに似た顔立ちになった。
母親
製品版ではヒナワだが、開発途中の段階でフリント一家として公開されたのはフリント、リュカ、クラウス、ボニーだけで、母親の存在は明かされなかった。
ボニー
「ゆうかんで りこうな イヌ」の製品版とは違い、「バカ犬」の設定だった。
ダスター
鼻が長く帽子とリュックを背負っている。
クマトラ
紫色のおかっぱ頭で、製品版より頭身が高い。黒い服装。オソヘ城の姫という設定ではない。
サルサ
紫色の体をしている。
ライタ
製品版より太っている。
フエル
製品版より頭身が高い。
ブロンソン
茶色の髭と青い眼をしている。
ドラゴの子供
ブタせんしゃ戦で戦闘に参加する。
D.C.M.C
既出のメンバーの他に、女性ボーカリストが存在していた。

### 備考
本作の開発で使用した技術の一部は、本作と同じくハル研究所が開発した64DD用ソフト『シムシティー64』のプログラムに流用されている。